# Langues berbères de l'Est
Le groupe des langues berbères de l'Est ou langues berbères orientales constitue une branche des langues berbères, parlée en Libye et en Égypte. 
Le groupe des langues berbères de l'Est comprend les parlers de Libye, à l'exception du parler de Zouara (communément classé en tant que parler zénète) et des parlers touaregs du sud-ouest, ainsi que l'unique parler berbère d’Égypte, le siwi. La classification du nafusi au sein de ce groupe ne fait cependant pas consensus.

## Dialectes et classification
Selon Kossmann, les parlers du groupe sont à classifier selon deux critères:
- un premier groupe incluant le ghadamsi et le tawjilit, caractérisés par la préservation du *β proto-berbère en tant que β[1] (devenu h ou disparu ailleurs) ;
- un second groupe incluant le nafusi, les parlers berbères du Fezzan, partageant un certain nombre d'innovations avec les langues berbères du Nord, tel la perte du *β proto-berbère[1] et l’évolution du *ă en ə[2] et le siwi (Égypte).

À ces parlers s'ajoutent, d’après le Lingvarium Project ceux de Koufra (au sud-est de la Libye), de Jaghboub (au nord-est de la Libye, éteint) et de Tmessa (dans le district de Mourzouq). Néanmoins, Blech et Blažek considèrent que le parler de Tmessa fait partie des parlers berbères du Fezzan, tandis que Kossmann réfute l'inclusion du parler de Koufra.
Certaines études, tel le Lingvarium Project, Aikhenvald & Militariev et Blench classent cependant le nafusi en tant que langues zénètes de l'Est ; cette catégorisation est réfutée par Kossmann, tout en soulignant le caractère transitionnel des parlers limitrophes entre les deux groupes.
Globalement, contrairement aux autres études qui en font un groupe distinct de parlers berbères, Kossmann considère les langues berbères de l'Est comme un sous-ensemble des langues berbères du Nord dans le cadre d'un continuum dialectal.